# Färjestads BK
Färjestads BK (često nazivan i kao FBK ili Färjestad) je hokejaški klub iz Karlstada u Švedskoj. 

## Opći klupski podatci
Domaće sklizalište: Löfbergs Lila Arena
Kapacitet: 8.250

## Uspjesi
Švedski prvaci: 1981., 1986., 1988., 1997., 1998., 2002., 2006, 2009 i 2011.

## Poznati igrači i treneri
- Håkan Loob
- Bengt-Åke Gustafsson
- Thomas Rundkvist
- Jörgen Jönsson
- Peter Lindmark
- Ulf Sterner
- Vesa Toskala
- Magnus Arvedson
- Jonas Höglund
- Kristian Huselius
- Andreas Johansson
- Martin Gerber
- Sheldon Souray
- Zdeno Chara

## Umirovljeni brojevi
- 2 Tommy Samuelsson
- 5 Håkan Loob
- 9 Thomas Rundkvist i Ulf Sterner

## Vanjske poveznice
- Službene stranice